# Jagdgeschwader 134 „Horst Wessel“
Das Jagdgeschwader 134 „Horst Wessel“ war ein Verband der Luftwaffe der Wehrmacht vor dem Zweiten Weltkrieg. Es war nach Horst Wessel benannt, einem Sturmführer der SA, der paramilitärischen Kampforganisation der NSDAP. Nachdem Wessel von KPD-Mitgliedern getötet worden war, stilisierte ihn die NS-Propaganda zu einem „Märtyrer der Bewegung“. Wessel war Verfasser des Horst-Wessel-Lieds, das kurz nach seinem Tod zur Parteihymne der NSDAP wurde. Von 1933 bis 1945 bildete es im Anschluss an das Deutschlandlied den zweiten Teil der deutschen Nationalhymne. Aufgrund dieses Ehrennamens waren die Geschwaderangehörigen berechtigt am rechten Unterarm einen Ärmelstreifen mit der Aufschrift „Geschwader Horst Wessel“ zu tragen.

## Geschichte
Der Geschwaderstab und die I. Gruppe des Jagdgeschwaders 134 bildeten sich im Rahmen der Aufrüstung der Luftwaffe am 1. April 1936 in Dortmund-Brackel (Lage). Eine II. Gruppe war schon am 15. März 1936 in Werl (Lage) entstanden. Die III. Gruppe, die als erster Geschwaderteil am 4. Januar 1936 in Döberitz aufgestellt wurde, wechselte am 24. Februar nach Lippstadt. (Lage) Zuletzt wurde am 1. Juli 1938 eine IV. Gruppe in Dortmund aufgestellt. Der Geschwaderstab und die I. bis IV. Gruppe waren anfangs mit der Heinkel He 51, der Arado Ar 65 und der Arado Ar 68E und später mit der Messerschmitt Bf 109B/D/E ausgestattet.
Am 1. November 1938 firmierten der Geschwaderstab, die I., die II. und die IV. Gruppe zum Geschwaderstab, der I., der II. und der III. Gruppe des Jagdgeschwaders 142 „Horst Wessel“ um. Die III. Gruppe war schon am 1. April 1937 als I. Gruppe zum Lehrgeschwader Greifswald gewechselt. Damit hatte das Geschwader aufgehört zu bestehen.

## Kommandeure

### Geschwaderkommodore
| Dienstgrad | Name                    | Zeit                               |
| ---------- | ----------------------- | ---------------------------------- |
| Oberst     | Kurt-Bertram von Döring | 1. April 1936 bis 1. November 1938 |

### Gruppenkommandeure
I. Gruppe
- Major Josef Kammhuber, 1. April 1936 bis März 1937[6]
- Major Walter Grabmann, März 1937 bis September 1938[7]
- Oberstleutnant Hermann Frommherz, September 1938 bis 1. November 1938[8]

II. Gruppe
- Major Theodor Osterkamp, 15. März 1936 bis November 1937[9]
- Major Friedrich Vollbracht, November 1937 bis 1. November 1938[10]

III. Gruppe
- Hauptmann Oskar Dinort, 4. Januar 1936 bis 1. April 1937[11]

IV. Gruppe
- Hauptmann Johannes Schalk, 1. Juli 1938 bis 1. November 1938[12]

## Bekannte Geschwaderangehörige
- Franz Eckerle (1912–1942), war ein deutscher Kunstflieger
- Dietrich Adolf Hrabak (1914–1995), war 1970, als Generalmajor der Luftwaffe der Bundeswehr, General der Kampfverbände im Luftwaffenamt
- Max-Josef Ibel (1896–1981), war von 1957 bis 1961, als Brigadegeneral der Luftwaffe der Bundeswehr, Kommandeur der 1. Luftverteidigungs-Division
- Josef Kammhuber (1896–1986), war von 1957 bis 1962, als General der Luftwaffe der Bundeswehr, erster Inspekteur der Luftwaffe
- Anton Mader (1913–1984), war ein Brigadier des österreichischen Bundesheeres
- Walter Roos (1914–1975), war von 1969 bis 1973, als Generalmajor der Luftwaffe der Bundeswehr, Kommandeur des Wehrbereichs III